# Incêndio do túnel de Salang

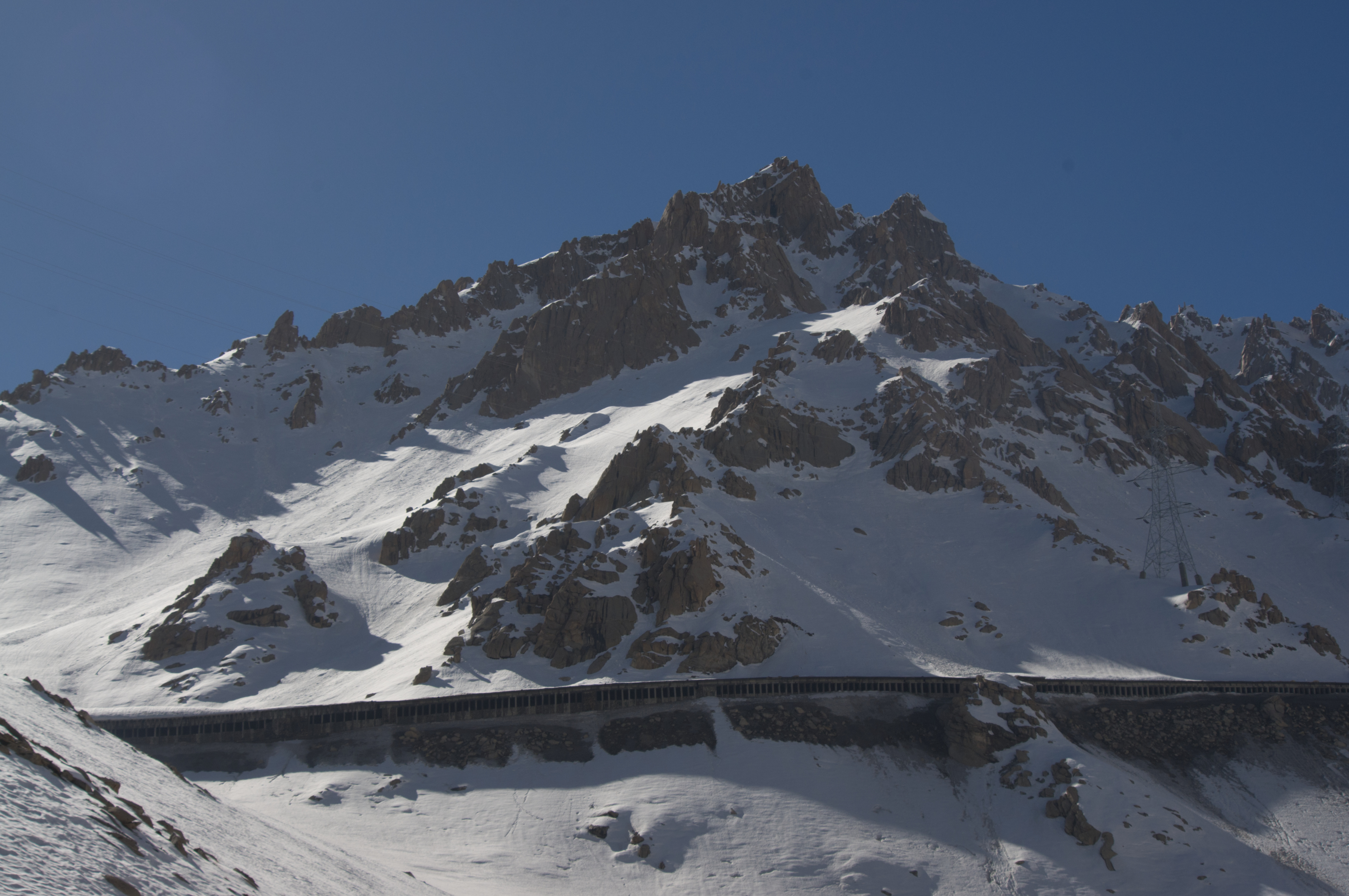
Salang Pass Tunnel vista de longe, 19 de março de 2010.

O incêndio do túnel de Salang de 1982 ocorreu em 3 de novembro de 1982 no túnel de Salang, no Afeganistão, durante a Guerra Soviético-Afegã. Os detalhes são incertos e oficialmente o número de vítimas foi registrado entre 168 e 176 soldados e civis soviéticos e afegãos. Apesar disso, a mídia ocidental contemporânea disse que o incidente pode ter sido o acidente de trânsito mais mortal conhecido e um dos incêndios mais mortais dos tempos modernos, com o número de mortos estimado em 2 700 a 3 000 pessoas, incluindo 700 soldados soviéticos.